# Робсонія темнодзьоба
Робсо́нія темнодзьоба (Robsonius sorsogonensis) — вид горобцеподібних птахів родини кобилочкових (Locustellidae).

## Таксономія
Вид названо на честь провінції Сорсогон, де вперше виявлено цей вид.

## Поширення
Ендемік філіппінського острова Лусон та сусіднього острівця Катандуанес. Мешкає у первинних лісах, вторинних лісах і на узліссях до 1000 м.